# Yamaha YZF-R1

## Технически характеристики (за модел 2007 – 2008 г.)
Двигател
- Тип на двигателя: водно охлаждане, 4-тактов, DOHC, редови 4-цилиндров, по 5 клапана на цилиндър.
- Работен обем: 999 cc
- Диаметър и ход на буталото: 70 x 53.6 mm
- Степен на сгъстяване: 12.7:1
- Максимална мощност: without induction: 132,4 kW (177,6 PS) induction: 139 kW (186,4 PS) @ * 12 500 rpm
- Максимален въртящ момент: without induction: 112.7 Nm (11.5 kg-m) @ 10 000 rpm / with induction: 118,3 Nm (12.1 kg-m) @ 10 000 rpm
- Мазителна система: мокър картер
- Горивна система: Инжекцион
- Тип на съединителя: Мокър
- Запалителна система: TCI
- Пускова система: Стартер
- Трансмисия: Constant mesh, 6-степенна
- Предавателни отношения: 1st 38/15 (2.533) 2nd 33/16 (2.063) 3rd 37/21 (1.762) 4th 35/23 (1.522) 5th 30/22 (1.364) 6th 33/26 (1.269)
- Капацитет на горивния резервоар: 18 литра (резерва 3.4 литра)
- Капацитет на мазилна система: 3.83 литра

Шаси
- Шаси: 	Aluminium die-cast Deltabox
- Система на предно окачване 	Telescopic forks, Ø 43 mm
- Предно окачване: 	120 mm
- Система на задно окачване 	Swingarm
- Ход на задното окачване 	130 mm
- Предна спирачка 	Два диска, Ø 310 mm с 4 спирачни бутала
- Задна спирачка 	Един диск, Ø 220 mm с едно спирачно бутало
- Предна гума 	120/70 ZR17MC (58W)
- Задна гума 	190/50 ZR17MC (73W)

Габарити
- Дължина: 2060 mm
- Ширина: 720 mm
- Височина: 1110 mm
- Височина на седалката: 835 mm
- Междуосие: 1415 mm
- Минимален просвет: 135 mm
- Сухо тегло: 177 kg